# 蕭堯
蕭堯（英语：Ruby Shiau Yao，1990年1月2日—），生于美國北卡羅來納州夏綠蒂市，模特兒、廣告演員。
曾居住杜拜，大學畢業於紐約州立大學會計系後進入上海英模Esee Model Management，就此展開模特兒生涯，
在上海、新加坡及香港、紐約、倫敦等各大城市闖蕩並累積下豐富的國際經歷。
在Vogue、ELLE或MarieClaire等各大時裝雜誌中都時常看得到她的身影。
活躍於眾多高端品牌走秀、時裝拍攝。

## 外部連結
- 蕭堯的Instagram帳戶
- 蕭堯的Facebook專頁